# Ligne de champ

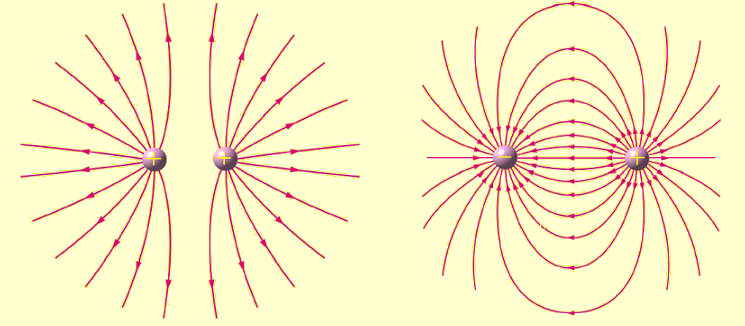
Lignes de champ électrique autour de deux particules de même charges (gauche) et de charges opposées (droite).

En physique et en mathématiques, afin de visualiser un champ vectoriel, on utilise souvent la notion de ligne de champ. C'est, en première approximation, le chemin que l'on suivrait en partant d'un point et en suivant les vecteurs. Ces lignes de champ sont orthogonales aux équipotentielles du même champ. La densité des lignes de champs en un point donné va dépendre de la magnitude du champ en ce point. Elles sont utilisées pour illustrer des champs électriques, magnétiques et gravitationnels. En mécanique des fluides, les lignes de champ qui illustrent le champ des vecteurs vitesses d'un flux de liquide sont nommées lignes de courants.
D'un point de vue infinitésimal, les lignes de champ d'un champ Φ sont les courbes dirigées localement par un élément de droite dr qui vérifie :
{\displaystyle \mathrm {det} \left(\mathbf {\Phi } ,\mathrm {d} \mathbf {r} \right)=0}.
Un certain nombre de quantités, comme le rotationnel ou la divergence en un point, peuvent ainsi être « observées ». Le flux du champ à travers une surface est proportionnel aux nombre de lignes passant au travers. Si des applications des lignes de champ, comme celles du potentiel de Douady-Hubbart pour l'ensemble de Mandelbrot, restent purement théoriques, les lignes de champ peuvent présenter une interprétation physique intéressante, notamment en physique des plasmas.
Les diagrammes de champ, bien qu'utiles, souffrent cependant de défauts et ne peuvent pas être exploités d'un point de vue quantitatif (notamment en ce qui concerne le lien entre la densité des lignes et la norme du champ)
.

## Théorème de Gauss
Dans le théorème de Gauss, les lignes de champ commencent et finissent à des charges. Elles doivent aussi être continues dans le vide. C'est à noter que le théorème de Gauss et la continuité des lignes de champ sont des corollaires au fait que la force coulombienne diminue avec la distance comme 1/r2.